# Medieval
Met de term medieval (Ned : middeleeuws) wordt in het Nederlands doorgaans de moderne lichting bands aangeduid die zich laten inspireren door muziek uit de middeleeuwen. De muziek kan traditioneel gebracht worden met oorspronkelijke instrumenten, maar ook gedeeltelijk of volledig met moderne middelen als elektrische gitaren, synthesizers en drumcomputers. 

## Ontstaan
Na de middeleeuwen werd muziek uit deze periode altijd wel gespeeld: in deze zin is middeleeuwse muziek nooit weggeweest. Als genre gold dit lange tijd echter niet. Eind jaren 60 van de twintigste eeuw begonnen enkele bands middeleeuwse muziek meer systematisch als genre te beoefenen. De Britse band Fairport Convention die met hun eigen interpretatie van middeleeuwse liederen als Matty Groves (13de eeuw) de deur opende van deze muzikale schatkamer. Deze muziek kwam het in de jaren 80 opnieuw onder de aandacht dankzij de Australische band Dead Can Dance die onder meer eigentijde interpretaties van songs uit de middeleeuwen maakten. Hun voorbeeld kreeg later veel navolging, in Engeland met Miranda Sex Garden, en vooral in Duitsland vanaf de jaren 90 : Groepen als Love Is Colder Than Death, Corvus Corax, Estampie en In Extremo bezorgden het genre tegen het einde van de jaren 90 een grote populariteit en er ontstonden zelfs muzieklabels die zich uitsluitend met dit genre bezighielden. In het begin van de eenentwintigste eeuw is de muziek erg populair in meer mainstream kringen in Duitsland, en binnen de Gothic en de Metal subcultuur.

## Stromingen
Doorgaans worden binnen dit genre oude middeleeuwse liedjes en ballades opnieuw geïnterpreteerd. Vele groepen componeren echter ook hun eigen muziek naar traditioneel concept.
Ruwweg is de muziek op te splitsen in een tak die de muziek traditioneel wil neerzetten, en een tak die huidige technieken en instrumenten gebruikt. Er bestaat tussen beide takken overigens geen rivaliteit. Een band als Qntal gebruikt moderne en traditionele middelen, maar dezelfde band maakt onder de naam Estampie juist zeer traditionele muziek.
Heel wat groepen die tot de medieval gerekend worden kunnen in feite ook onder folkmuziek geklasseerd worden. Anderzijds vinden er ook kruisingen plaats met het metalgenre. Deze bands combineren middeleeuwse instrumenten en muziek met zware gitaarriffs en metalinvloeden.

## Belangrijkste bands
De 'traditionelen':
- Corvus Corax
- Estampie
- Omnia

De 'modernisten':
- Dead Can Dance
- Fairport Convention
- Helium Vola
- Love Is Colder Than Death
- Miranda Sex Garden
- Qntal
- Faun
- O Quam Tristis
- Die Verbannten Kinder Eva's
- Fleet Foxes

De 'Metalmiddeleeuwers':
- Tanzwut
- Schandmaul
- In Extremo
- Saltatio Mortis
- Subway to Sally
- Marcus Van Langen